# Injeção intramuscular

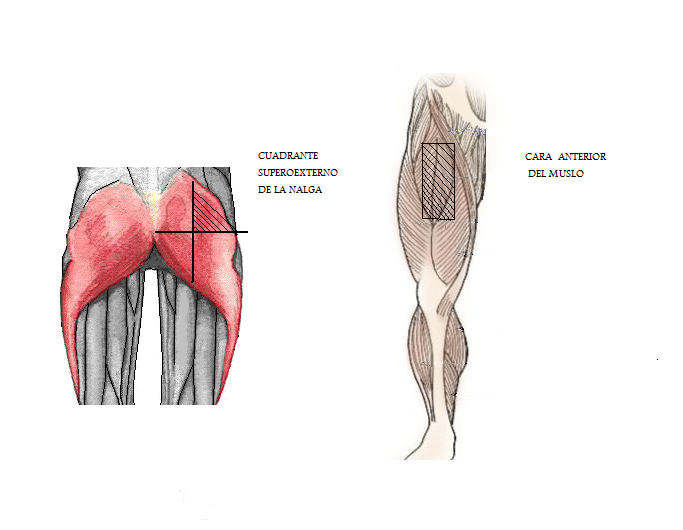
Locais de aplicação da injeção intramuscular no corpo humano.

Injeção intramuscular é a injeção de uma substância diretamente dentro de um músculo, onde a substância fica armazenada em profundidade.
Na injeção no glúteo, a localização da picada é exatamente dois dedos acima da prega glútea (divisão entre os duas partes das nádegas), no quadrante superior externo, evitando assim o risco de acertar  o nervo ciático. O músculo deltoide não pode mais ser usado para administração de medicamentos, apenas imunização. Em lactantes e crianças ou em pacientes que estão em situação de urgência e emergência é comum a utilização do músculo vasto lateral da coxa.